# Stenocrates laborator
Stenocrates laborator är en skalbaggsart som beskrevs av Fabricius 1775. Stenocrates laborator ingår i släktet Stenocrates och familjen Dynastidae. Utöver nominatformen finns också underarten S. l. australis.